# Poema

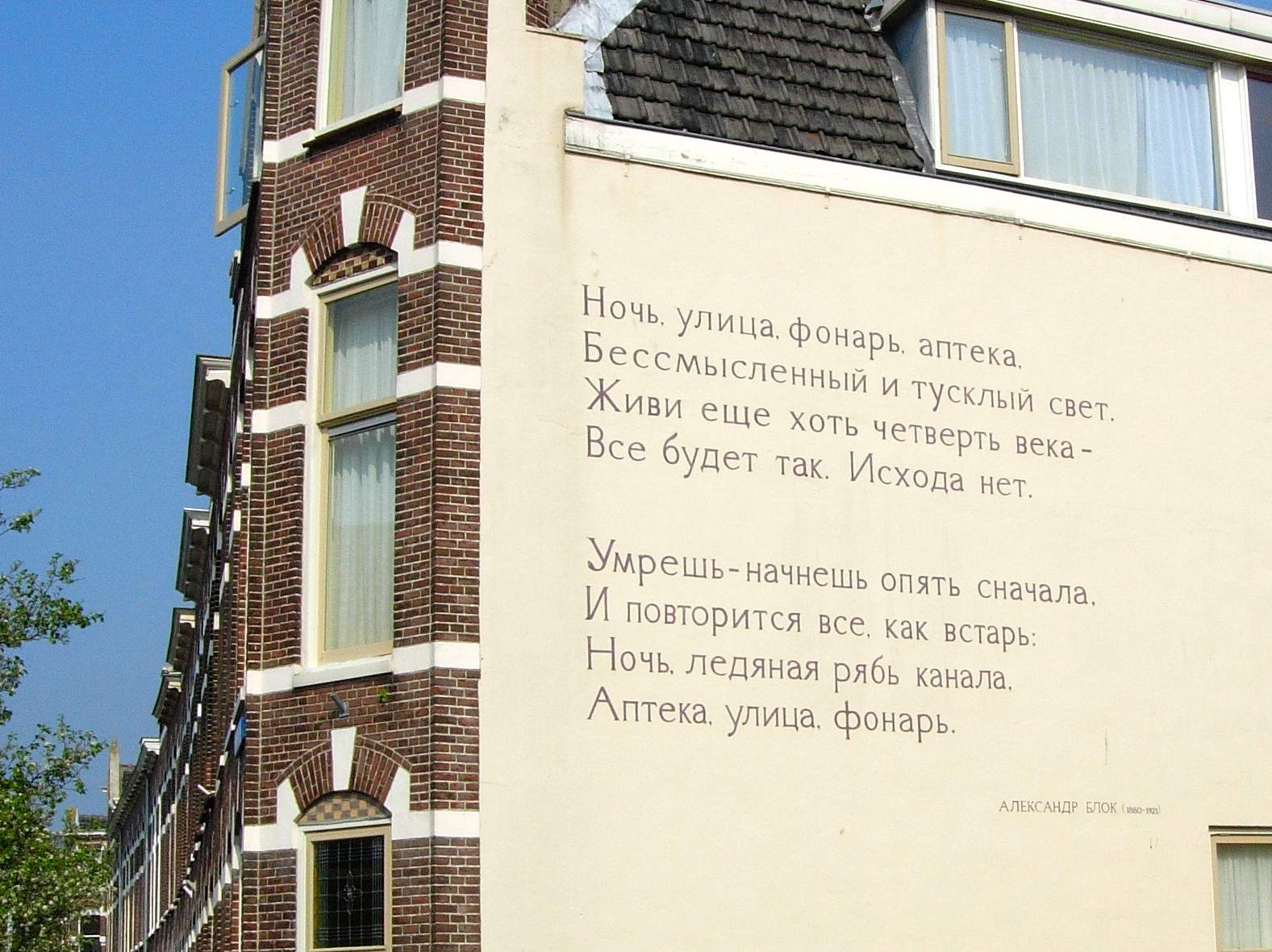
Poema Noch, ulica, fonar, apteka, de Aleksandr Blok, en un muro de Leiden (Países Bajos).

Un poema (del latín poema, y este del griego ποίημα, «creación») es una obra de poesía normalmente en verso, esté o no sujeto a los recursos poéticos clásicos de la métrica, el ritmo y la rima.
También hay poemas en prosa (prosa poética, poema en prosa). Un poema largo puede dividirse en «cantos», y uno breve en estrofas. Un conjunto de poemas es un poemario (libro de poemas o recopilación de poemas). Es muy habitual hacer antologías de poemas y competencias de poemas (juegos florales). 
Joachim du Bellay, en La defence et illustration de la Langue Francoyse (Defensa e ilustración de la lengua francesa, 1549), define el poema como una «ouvrage en vers d'une assez grande étendue» (‘’obra en verso de una extensión bastante grande’’).
El poema sinfónico es una composición musical para orquesta, de forma libre y desarrollo sugerido por una idea poética u obra literaria.

## Géneros y subgéneros
Sinónimo de «canto» (Canto general de Pablo Neruda), «cántico» (Cántico de las criaturas de San Francisco de Asís, Cántico espiritual de San Juan de la Cruz, Cántico de Jorge Guillén), «canción» (Canción sobre el asfalto de Rafael Morales), «cantar» (el Cantar de los Cantares bíblico, los cantares de gesta medievales, los de ciegos, los de trabajo -de siega, de trilla, de siembra, de vendimia-) o del carmen latino (Carmen Campidoctoris, Carmina Burana), se ha venido identificando al poema con la poesía lírica (teóricamente la más musical, que se cantaba acompañada de los sones de una lira, y en la que el poeta expresa sentimientos), aunque obviamente hay poemas de poesía épica (narrativa, como el Génesis, la Ilíada, el Ramayana, la Eneida, el Cantar de Mio Cid, Os Lusiadas o El paraíso perdido) y teatral o escénica (la destinada al teatro -tragedia, comedia o drama-, tanto si es la totalidad de una obra en verso -la mayor parte del teatro clásico antiguo y moderno- como si es solo alguna parte de la obra que se populariza por sí sola -el shakesperiano monólogo de Hamlet,
 el Soneto de repente de Lope de Vega, la seducción de doña Inés en el Don Juan Tenorio de Zorrilla-). En realidad, podría identificarse el poema, en cuanto obra de poesía, y esta en cuanto poiesis («creación»), con cualquier composición literaria concebida como expresión artística de la belleza por medio de la palabra.
Los subgéneros principales del poema lírico son el himno u oda, la elegía y la sátira. El himno y la oda expresan sentimientos positivos, de alegría y celebración; por eso solían celebrar victorias. La elegía, por el contrario, expresa sentimientos negativos, de tristeza o lamento; por eso se empleaba como molde para expresar pérdidas de cualquier tipo que afectaban al equilibrio psíquico del poeta (muertes, desengaños amorosos, etc.) La sátira, por su parte, formula también sentimientos básicos, como la indignación, la burla o el desprecio ante algo que va contra la virtud o la moral social.
Otros subgéneros líricos, considerados en la preceptiva poética clásica como menores por ser de naturaleza mixta (menos pura), son el epitalamio (canto que celebra las bodas), el epigrama (sátira que se expresa concisamente por medio de la agudeza o el ingenio), el peán (canto de guerra) o la égloga (donde unos pastores dialogan sobre sus amores).

## Convenciones literarias del poema lírico
- Trata casi siempre de sentimientos o vivencias del autor.
- Los tiempos en los que se sitúa el poeta son presente, pasado y, pocas veces, futuro (que no es el tiempo de la emoción más directa). Incluso cuando se siente añoranza o melancolía por el pasado, esa emoción se siente desde el presente, y lo mismo puede decirse del temor al futuro.
- Su modo de expresión más frecuente es el verso corto, en el que abundan ritmos o recurrencias fónicas, semánticas o de estructura sintáctica. Así, por ejemplo, el ritmo se conseguía en la poesía hebrea repitiendo el mismo significado de un verso en el siguiente, pero de forma distinta. En la poesía germánica antigua, el ritmo se conseguía en cada verso repitiendo el mismo sonido al principio de tres palabras y en la poesía occidental, se consideraba que había verso si existía una repetición (rima) al final de cada verso y cierto ritmo fijo en la acentuación de determinadas sílabas.
- Tiende a tener una duración reducida a fin de concentrar su significado ya sea en verso o en prosa.
- El que hace el poema tiene que dar a entender lo que siente.